# عمل التنفس

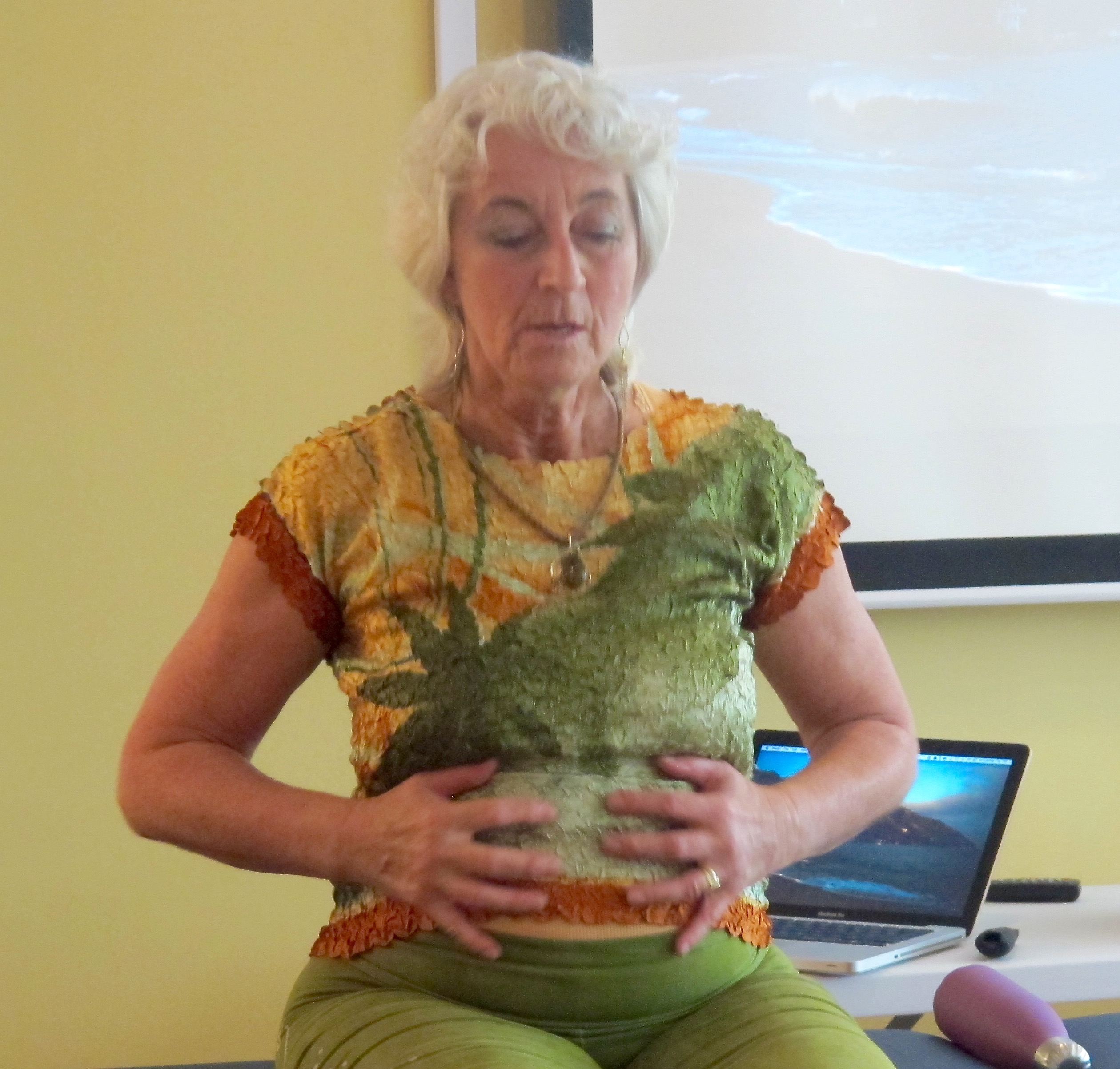
جوسلين أوليفييه: مدربة متخصصة في تقنيات التنفس لتحسين الصحة العقلية والجسدية

التنفس هو مصطلح العصر الجديد لمختلف ممارسات التنفس التي يقال فيها أن التحكم الواعي للتنفس يؤثر على الحالة العقلية أو العاطفية أو البدنية للشخص، مع تأثير علاجي مزعوم.  لم يكن للتنفس أثر إيجابي آخر على الصحة بخلاف تعزيز الاسترخاء . 

## الوصف والأنواع الفرعية
التنفس هو طريقة للتحكم في التنفس تهدف إلى إحداث حالات وعي متغيرة ولها تأثير على الصحة البدنية والعقلية.  تم استمدادها من مختلف التقاليد الروحية وما قبل العلمية من جميع أنحاء العالم، كانت رائدة في الغرب من قبل فيلهلم رايش .
- التنفس - التنفس   – ابتكرها ليونارد أور في السبعينيات. ويقال أنها قادرة على إطلاق ذكريات الطفولة المؤلمة المكبوتة. [3]
- الحيوية   – تم إنشاؤها بواسطة جيم ليونارد وفيل لاوت. [4] تدعي أنها تحسن الرفاهية من خلال التنفس الدائري . [5]
- التنفس التنفسي (علامة تجارية) هي ممارسة تستخدم التنفس وعناصر أخرى للسماح بشكل افتراضي بالوصول إلى حالات غير عادية للوعي. تم تطويره من قبل ستانيسلاف غروف كخليفة لعلاجه المخدر القائم على LSD ، بعد قمع استخدام LSD القانوني في أواخر الستينيات. [6] بعد تقرير صدر في عام 1993 بتكليف من مكتب الجمعيات الخيرية الإسكتلندي، تسببت المخاوف بشأن خطر أن تؤدي تقنية فرط التنفس إلى النوبات أو تؤدي إلى الذهان لدى الأشخاص الضعفاء مما أدى إلى ايقاف مؤسسة Findhorn برنامج التنفس. [7]
- أنواع أخرى   – هناك العديد من أنواع التنفس الأخرى التي ظهرت على مدى العقود القليلة الماضية، بما في ذلك التنفس التكاملي، التنفس التحويلي، التنفس الشاماني، التنفس الواعي، إشعاع التنفس، زن يوجا التنفس وغيرها.

## فعالية
التنفس ليس له تأثير مفيد على الصحة، على الرغم من وجود بعض الأدلة على أنه قد يساعد على الاسترخاء. ومع ذلك، يجد بعض الناس آثاره محزنة أو مربكة أو مريحة . 